# Liste der Bodendenkmäler in Bad Laasphe
Die Liste der Bodendenkmäler in Bad Laasphe enthält die denkmalgeschützten unterirdischen baulichen Anlagen, Reste oberirdischer baulicher Anlagen, Zeugnisse tierischen und pflanzlichen Lebens und paläontologischen Reste auf dem Gebiet der Stadt Bad Laasphe im Kreis Siegen-Wittgenstein in Nordrhein-Westfalen (Stand: September 2020). Diese Bodendenkmäler sind in Teil B der Denkmalliste der Stadt Bad Laasphe eingetragen; Grundlage für die Aufnahme ist das Denkmalschutzgesetz Nordrhein-Westfalen (DSchG NRW).
| Bild | Bezeichnung                    | Lage               | Beschreibung | Bauzeit | Eingetragen seit | Denkmal- nummer |
| ---- | ------------------------------ | ------------------ | ------------ | ------- | ---------------- | --------------- |
|      | Steinchen                      | Bad Laasphe        |              |         |                  | 1               |
|      | Jüdischer Friedhof             | Bad Laasphe        |              |         |                  | 2               |
|      | „Alter Friedhof Laaspherhütte“ | Bad Laasphe        |              |         |                  | 3               |
|      | Alte Burg                      | Kunst Wittgenstein |              |         |                  | 4               |
|      | Burg bei Hesselbach            | Hesselbach         |              |         |                  | 5               |
|      | Hohlweg bei Banfe              | Banfe              |              |         |                  | 6               |
|      | Hohlweg bei Feudingen          | Feudingen          |              |         |                  | 7               |